# Jiu
De Jiu (Latijn: Rabon, Hongaars: Zsil) is een 331 km lange linkerzijrivier van de Donau, in Zuidwest-Roemenië.
Hij ontstaat ten zuiden van Petroșani door de samenvloeiing van de Westelijke Jiu (Jiul de Vest) en de Oostelijke Jiu (Jiul de Est), die respectievelijk ontspringen in het Vâlcangebergte en het Parânggebergte.
De verenigde Jiu stroomt in zuidelijke richting door de Roemeense districten Hunedoara, Gorj en Dolj voordat hij, enkele kilometers stroomopwaarts van Orjachovo in Bulgarije, uitmondt in de Donau. Op zijn weg liggen de steden Bumbești-Jiu, Târgu Jiu, Filiași en Craiova.
Het dal van de Jiu en haar bronrivieren in het district Hunedoara staat bekend als de Jiu vallei en is het voornaamste steenkoolgebied van Roemenië. Militante mijnwerkers uit deze regio hebben meer dan eens een grote invloed gehad op de Roemeense politiek.
Voorbij Târgu Jiu ligt volgens de meeste kaarten een stuwmeer, Lacul Ceauru. Het meer had vanaf 1965 moeten worden aangelegd, maar in werkelijkheid is het nooit tot stand gekomen.
Even voor Craiova bereikt de Jiu de Olteense Vlakte (Câmpia Olteniei), die door de rivier in tweeën wordt gedeeld en deel uitmaakt van de Beneden-Donauvlakte.
Zijrivieren van de Jiu zijn de Susița, de Jaleș, de Bistrița, de Sadu, de Tismana, de Jiltu, de Motru, de Gilort en de Amaradia.